# Sunuapa
Sunuapa est une municipalité du Chiapas, au Mexique. Elle couvre une superficie de 178,9 km2 et compte 2 283 habitants en 2015.